# Kia KX7
Kia KX7 — це трирядний середньорозмірний кросовер, що випускався в Китаї з 2017 по 2021 роки компанією Dongfeng Yueda Kia. 

## Огляд

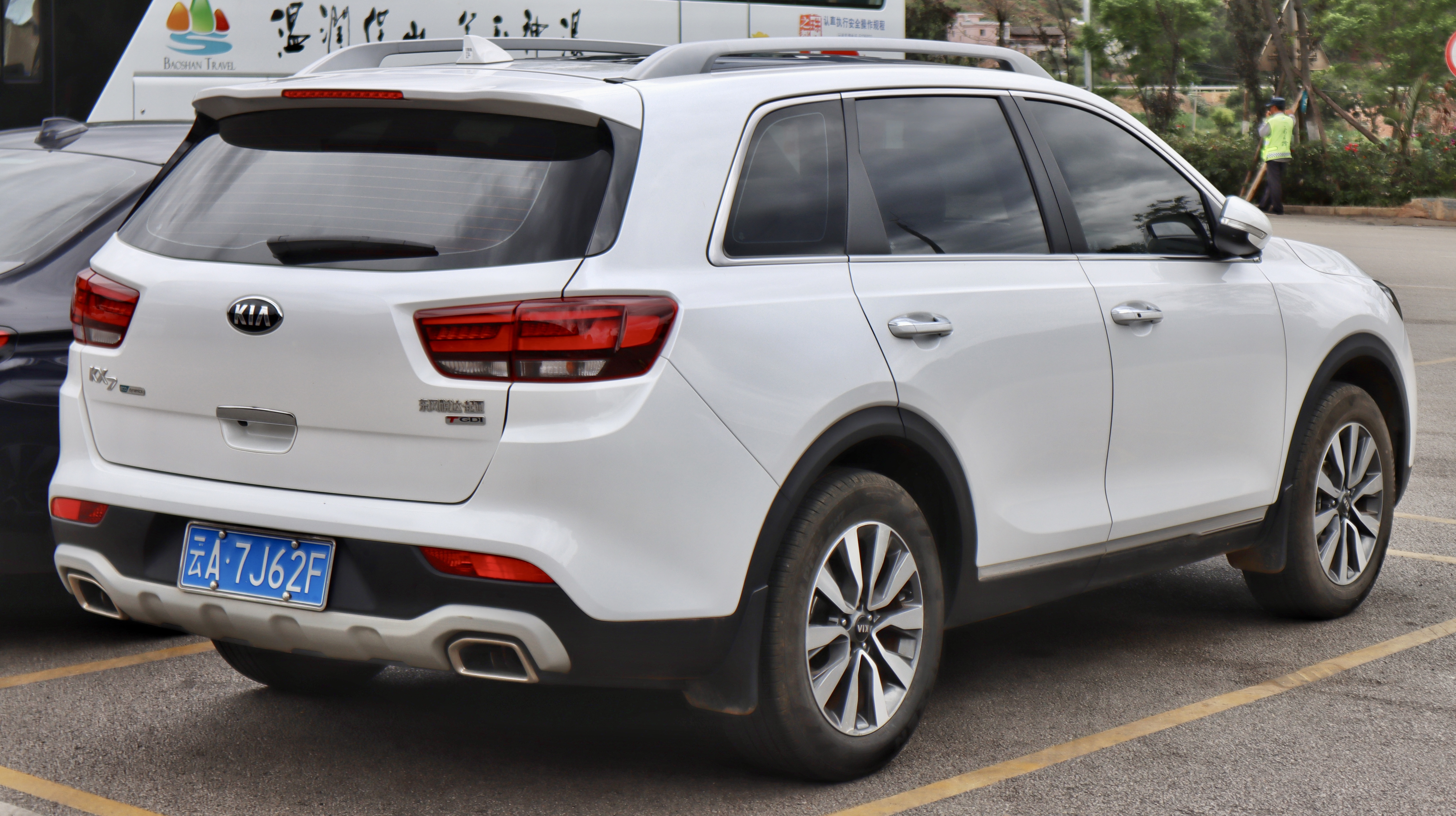
Вид ззаду

KX7 був представлений на автосалоні в Гуанчжоу в Китаї в 2016 році і став доступним для китайського ринку 16 березня 2017 року.
Він базується на третьому поколінні Kia Sorento і адаптує ті ж двигуни від Sorento, обидва в поєднанні з шестиступінчастою механічною або шестиступінчастою автоматичною коробкою з додатковим повним приводом. 

## Двигуни
Бензин:
- 2,0 л Nu GDi I4
- 2,0 л Theta II T-GDi I4
- 2,4 л Theta II GDi I4